# Karl Eberth
Karl Eberth, nemški general, * 12. november 1877, † 13. april 1952.